# Exler Jenő
Exler Jenő, teljes születési nevén Exler Jenő Nándor (Székesfehérvár, 1873. szeptember 27. – Budapest, 1945. február 7.) magyar építész, királyi dohányjövedéki műszaki főtanácsos.

## Élete
Életéről kevés adat ismert. Szülei Exler Frigyes és Bauer Julianna voltak. A 20. század első felében működött, és elsősorban lakóházakat, illetve ipari épületeket tervezett. Jelentős alkotása az Egyesült Izzólámpa és Villamossági Rt. gyárépület-komplexuma, majd később a Soproni Pénzügyi palota. 1904. május 12-én Budapesten feleségül vette Aranyosi (Goldmann) Herminát.

## Ismert épületei
- 1900–1902: az Egyesült Izzólámpa és Villamossági Rt. gyárépületei: izzólámpa osztály üzemrésze, mechanikai osztály üzemrésze, gépház, kazánház, kémény, izzókályhák, kémény, víztartály és ló-istálló, légszeszgyár, légszesztartály, igazgatósági épület, hivatalnoki lakóház (a vállalat tisztviselőinek egy része számára), étterem, Budapest, Külső Váci út 77.[4]
- 1900–1902: Aschner-villa (igazgatói lakóház), Budapest, Külső Váci út 77.[4] (Az Egyesült Izzólámpa és Villamossági Rt. gyárépületei között)
- 1904: Dr. Deutsch Izidor lakóháza, Budapest, Visegrádi u. 3.[6][7]
- 1908: lakóépület, Budapest, Bolyai u. 1/a. / Apostol u. 6.[8]
- 1910: lakóépület, Budapest, Bimbó út 9.[9]
- 1911: Felső kereskedelmi iskola és internátus, Budapest, Csanády utca 19.[10]
- 1912–1912 Juta-házak, Budapest, Szekszárdi u. (kérdéses szerzőség)[11]
- 1916: a Magyar–Belga Fémipar Rt. toldaléképülete, Budapest, Lomb u.[12]
- 1924–1925: Pénzügyi Palota (ma: Soproni Egyetem Lámfalussy Sándor Közgazdaságtudományi Kar), Sopron, Erzsébet u. 9. (Zobel Lajossal közös munka)[13][14]
- 1926: lakóház, Budapest, Pasaréti út[15]
- 1927: Budapesti Kőbányai Magyar Királyi Dohánybeváltó Hivatal, Budapest, Tárna u.[16][17]

## Képtár

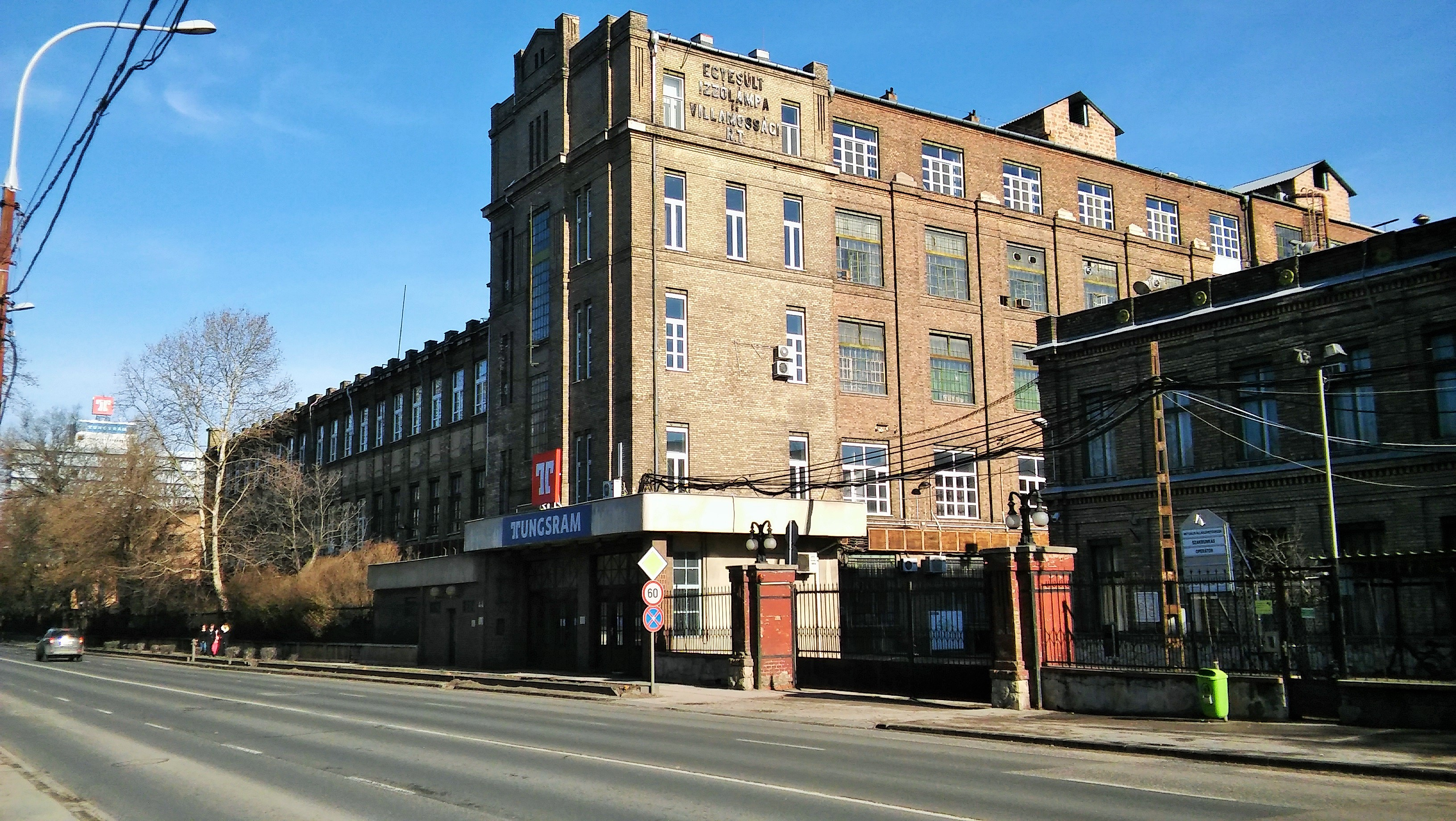
az Egyesült Izzólámpa és Villamossági Rt. egyik gyárépülete
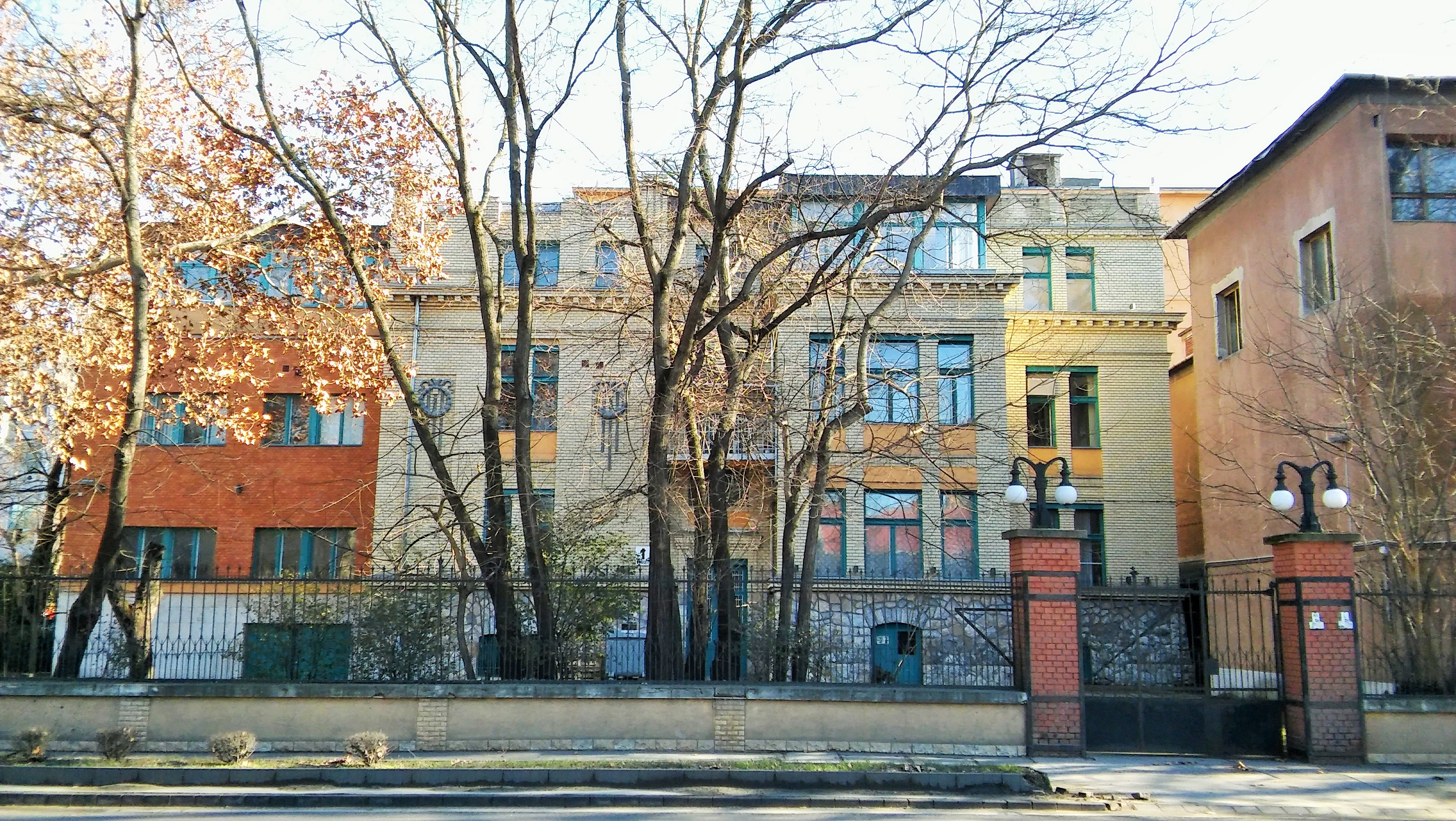
Aschner-villa (az Egyesült Izzólámpa és Villamossági Rt. igazgatói lakóháza)
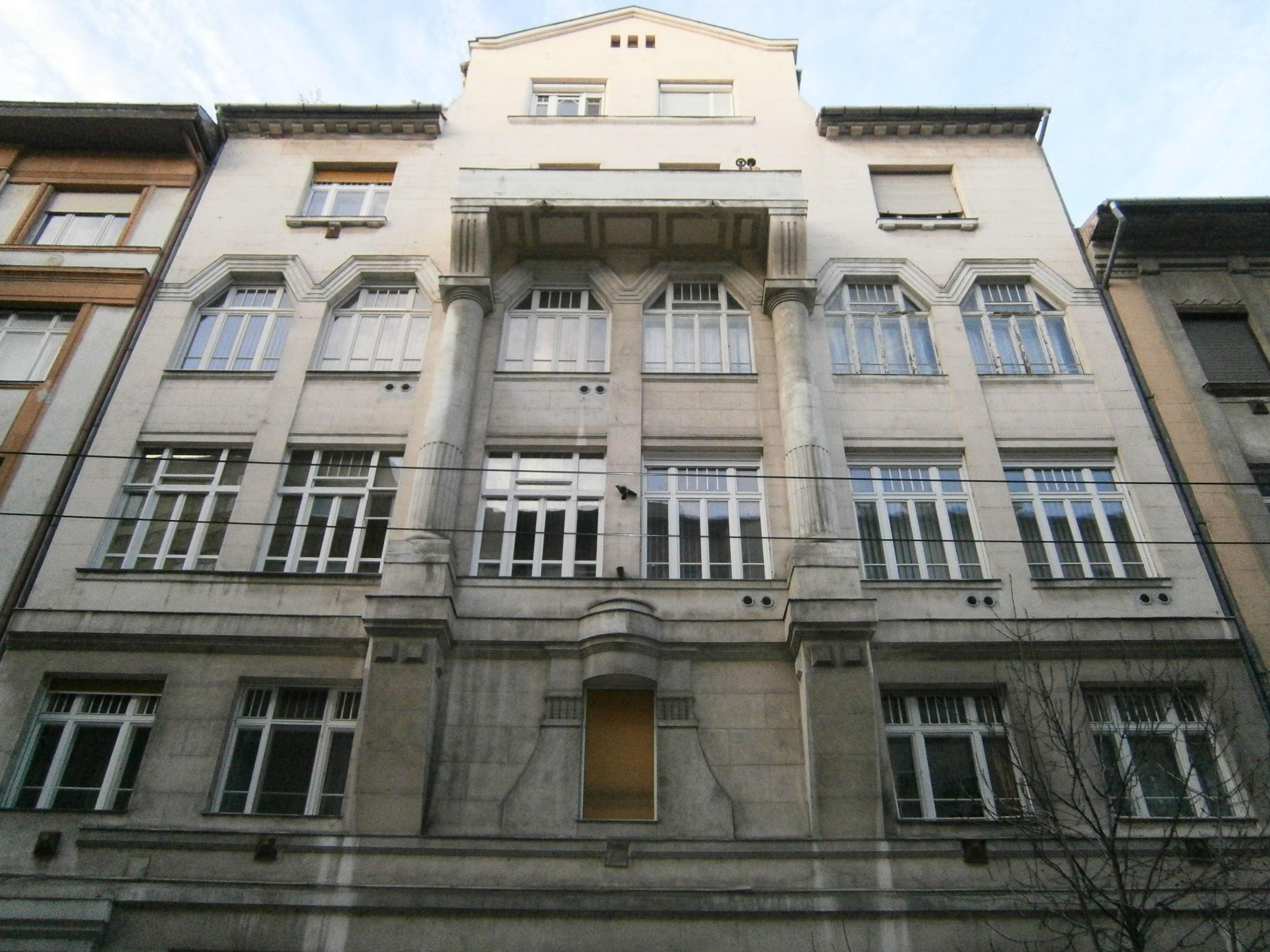
Felső kereskedelmi iskola és internátus, Budapest, Csanády utca 19.
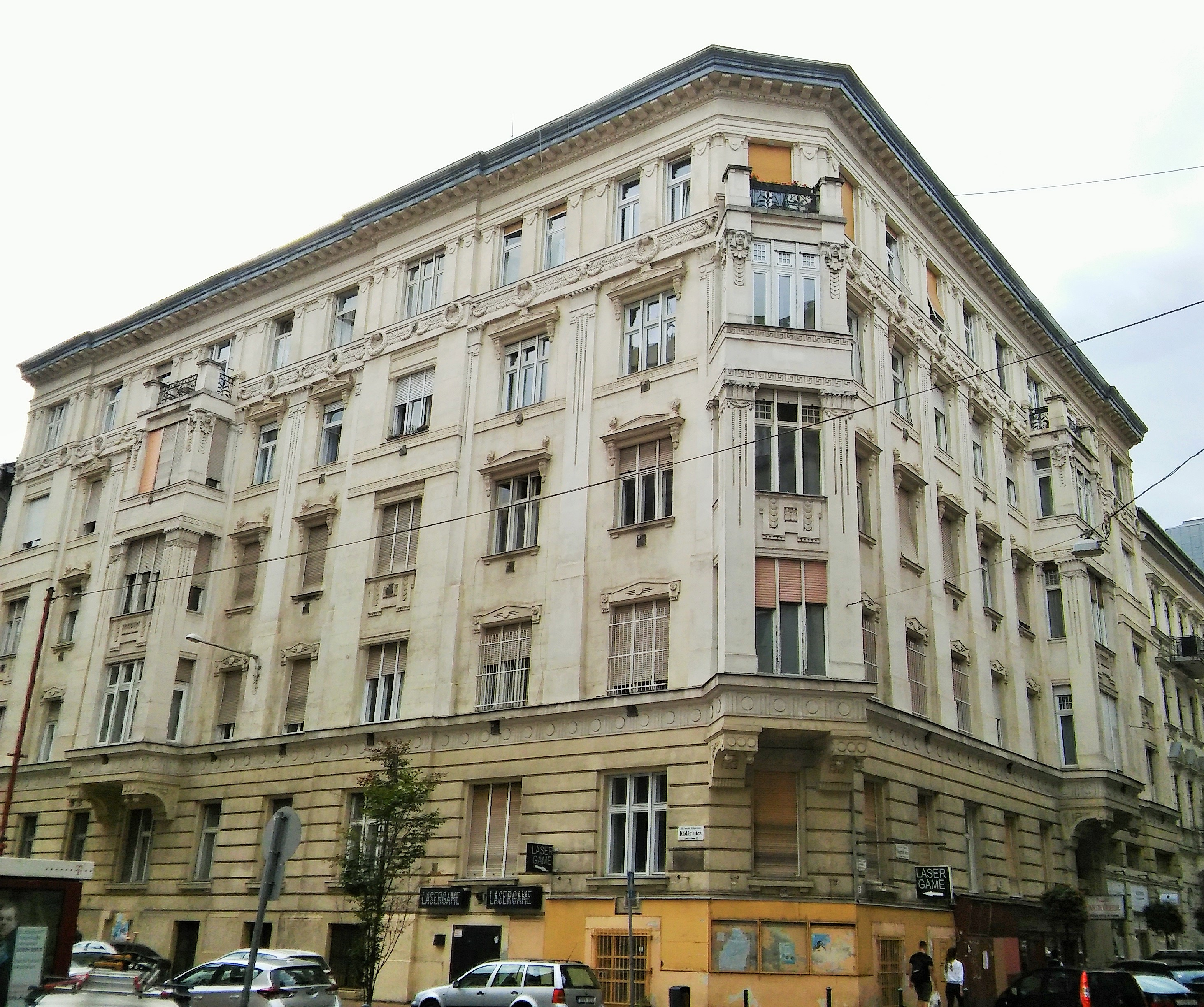
Dr. Deutsch Izidor lakóháza, Budapest, Visegrádi utca 3.
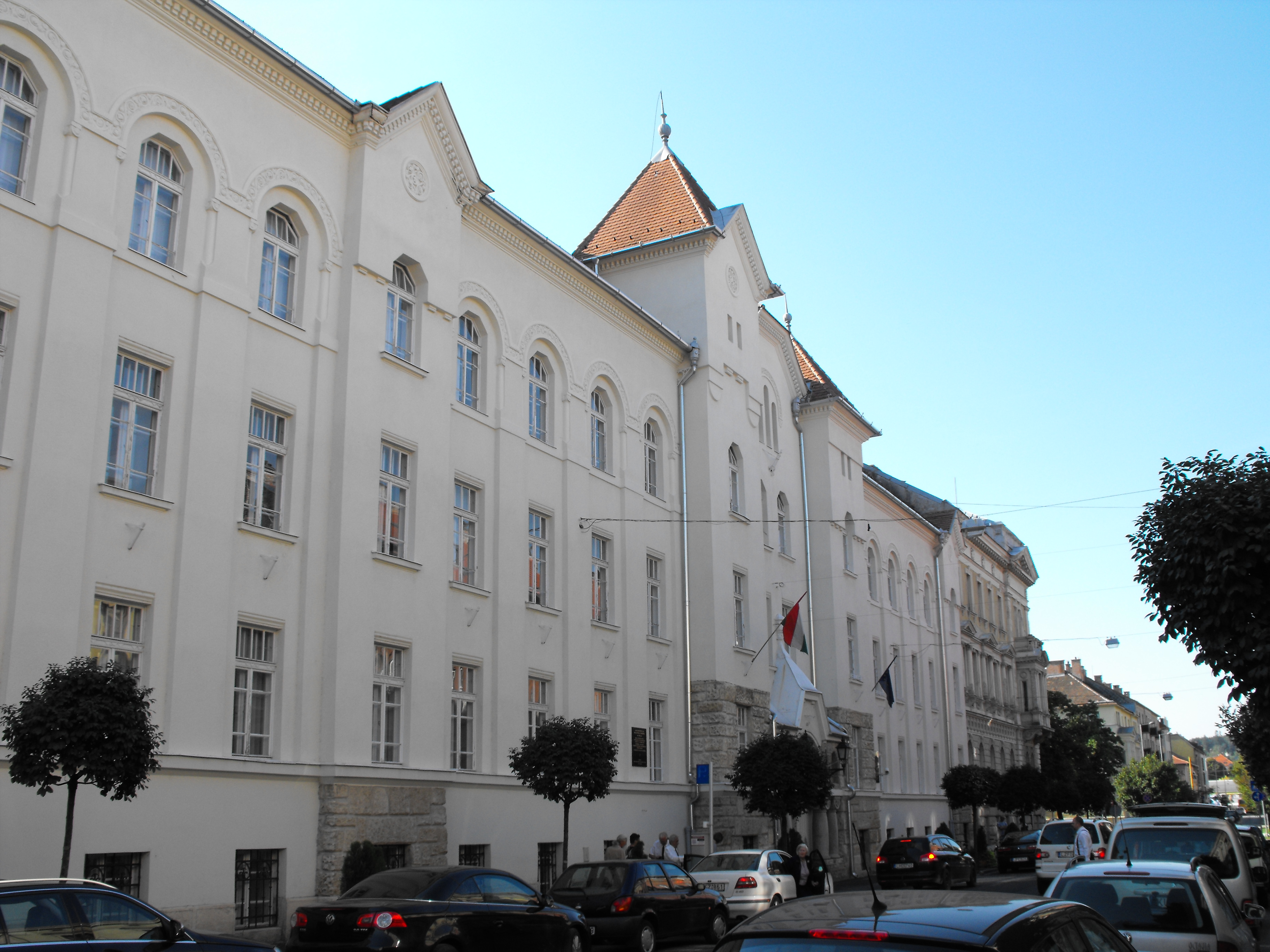
Pénzügyi palota, Sopron